# Elizabeth City
Elizabeth City è una città degli Stati Uniti d'America, situata tra le contee di Pasquotank e Camden nello Stato della Carolina del Nord. È considerata come il porto principale della baia di Albemarle Sound, pur essendo una cittadina con un basso tasso abitativo .